# Mormia caspersi
Mormia caspersi és una espècie d'insecte dípter pertanyent a la família dels psicòdids que es troba a Europa: Alemanya (com ara, Saxònia).